# 即時總額清算元
即時總額清算元（英語：Real Time Gross Settlement dollar，也被称为RTGS元、Zimdollar或zollar，缩写为ZWL或ZWL$）是2019年6月至2020年3月期间津巴布韦的唯一法定货币，此后津巴布韦政府再次允许他国货币在本国流通。
2024年4月5日，津巴布韦央行宣布4月8日将推出津巴布韦金，并取代津巴布韦元。

## 歷史
即時總額清算元于2019年2月21日推出，作为津巴布韦储备银行行長约翰·曼古迪娅制定的2019年2月货币政策的一部分。 该货币由津巴布韦债券硬币、津巴布韦债券纸币和即時總額清算余额组成。 最初的债券票据于2016年推出，以缓解当时的美元现金短缺。它们于2019年更名为即時清算總額元，2019年6月成为津巴布韦唯一的法定货币，取代了多货币体系。
2019年10月29日，当即時清算總額美元的通胀率达到300%以上时，央行宣布将于2019年11月中旬推出一种“新”货币。 这种“新”货币最初与即時總額清算美元一起交易，价值相近，尽管它没有即時總額清算美元那样的支持。 基本上，“新”货币“津巴布韦元”还是原来的债券。
当通胀没有减弱，而黑市继续推动外币汇率时，津巴布韦储备银行在2020年6月底推出了每周一次的外币拍卖。 这加上政府其他审慎的财政和货币行动，比如消除预算赤字，使津巴布韦元稳定了一段时间， 但通货膨胀率在2021年1月再次超过每年350%。

## 用途
即時總額清算元和其他貨幣一樣，具有價值標準、交易媒介、價值儲藏及延期支付這四大功能。除此之外，這種貨幣還具有幫助辛巴威面對金融挑戰，特別是政府外匯不足的問題。具體而言，它還能夠解決如下問題：
- 使外匯市場正常化
- 促進僑匯業務
- 保護外國投資者
- 促進出口
- 鼓勵本國人民使用國內貨幣定價

## 價值
最初官方設定的匯率是1美元可兌換2.5即時總額清算元，但在外匯市場上卻完全無法達成這一點。在2019年上半年，這種貨幣的幣值在1美元兌換7即時總額清算元到1美元兌換13即時總額清算元這一區間波動。到了2020年三月。政府試圖將匯率穩定在1美元兌換25即时总额清算元，但是由於不斷加劇的通貨膨脹只能放棄。
据辛巴威國家統計局报告，截至2020年7月，年度通胀率为837.53%。
匯率是辛巴威儲備銀行在發行即时总额清算元時由市場上的供求關係所決定的。這個市場被稱為銀行間外匯交易市場，由銀行和外匯管理局共同組成。
2020年下旬，辛巴威外匯儲備銀行設立了每週外匯拍賣，試圖遏制猖獗的通貨膨脹，目前1美元能兌換80即时总额清算元。

## 其他貨幣
在2019年2月推出即時總額清算元，辛巴威正在流通包括美元、南非蘭特、人民幣在內的多種貨幣。2019年6月，為了推行新貨幣，辛巴威政府禁止了國內外幣的流通。然而由於通貨膨脹以及貨幣發行的不足，政府又在2020年三月允許了外幣的使用。雖然政府明確表態美元的流通許可只是暫時的，但是到了2020年6月，由於即时总额清算元通貨膨脹嚴重，很多官員要求使用美元來進行工資結算。
因嚴重通膨，在2020年一度狂飆至837%，引發貨幣重貶，民眾仍大量使用美元，目前該國77%的交易量都以美元結算，辛巴威幣仍無法獲得民眾支持。